# 法伊霍羅德
48°14′32″N 28°42′45″E / 48.24222°N 28.71250°E
法伊霍羅德（烏克蘭語：Файгород）是位於烏克蘭西南部文尼察州裏圖利欽區的村莊，始建於1700年，面積0.61平方公里，海拔高度173米，2001年人口101。